# Franco Loi
Franco Loi (Gênes, 21 janvier 1930 - Milan, 4 janvier 2021) est un poète italien. Il est un représentant de la quatrième génération de la Ligne lombarde.